# فرنسيس جاي هال
فرنسيس جاي هال (بالإنجليزية: Francis Joseph Hall)‏ هو كاتب أمريكي، ولد في 24 ديسمبر 1857 في أشتابولا في الولايات المتحدة، وتوفي في 12 مارس 1932.